# Директор Национальной разведки
Директор Национальной разведки (англ. Director of National Intelligence, DNI) — должностное лицо исполнительной ветви федерального правительства США, назначаемое президентом США с согласия Сената США.
Согласно «Закону о реформе разведки и борьбы с терроризмом» от 2004 года, Директор Национальной разведки подотчётен президенту США и:
- исполняет обязанности главы Разведывательного сообщества США;
- исполняет обязанности советника президента США, советника Совета национальной безопасности, советника Совета внутренней безопасности по вопросам разведки, имеющим отношение к национальной;
- руководит исполнением Программы Разведывательного сообщества.

«Закон о реформе разведки» запрещает совмещение должности Директора Национальной разведки с должностью главы какого-либо иного разведывательного ведомства США. Согласно своду законов США (№ 50 § Code § 3023), лицо, предлагаемое на должность Директора Национальной разведки, должно обладать обширным опытом и знаниями в области национальной безопасности («extensive national security expertise»).
30 июля 2008 года президент Джордж Буш издал Правительственное распоряжение № 13470 для внесении поправок в Правительственное распоряжение 12333, тем самым укрепляя роль Директора Национальной разведки.

## История
До создания Управления Директора Национальной разведки, Разведывательным сообществом руководил сам президент США через Директора Центральной разведки, то есть руководителя Центрального разведывательного управления.
После террористических атак 11 сентября 2001 года на Соединенные Штаты и последующего доклада «Комиссией 9/11» 22 июля 2004 года, были определены основные причины неудач разведки, которые ставили под сомнение хорошую защищенность национальных и внутренних интересов безопасности США от посягательств со стороны иностранных террористов. Разведывательное ведомство было реорганизовано.
19 июня 2002 года сенаторы Дайэнн Файнстайн, Джей Рокфеллер и Боб Грэм представили законопроект «S. 2645» по созданию должности Директора Национальной разведки (ДНР). После долгого обсуждения сферы деятельности ДНР и его полномочий Конгресс США принял «Закон о реформировании разведки и предотвращении терроризма» от 2004 года, который был утвержден 336 голосами против 75 в Палате представителей и 89 голосами против 2 в Сенате. Президент Джордж Буш утвердил законопроект 17 декабря 2004 года. Среди прочего, закон обозначил позицию ДНР, порядок назначения на должность, а также запрещал ему выступать в роли Директора ЦРУ или руководителя какой-либо другой разведывательной службы. Кроме того, закон требовал, чтобы Директор ЦРУ докладывал ДНР о действиях своего агентства.
Некоторые критики говорили, что в ходе разработки законопроекта пошли на компромиссы, что привело к созданию ДНР, чьи полномочия слишком слабы, чтобы адекватно вести, управлять и совершенствовать Разведывательное ведомство США. В частности, закон запрещал вмешательство ДНР в дела Министерства обороны, Агентства национальной безопасности, Национального управления военно-космической разведки и Национального агентства геопространственной разведки.
17 февраля 2005 года президент Джордж Буш предложил на должность ДНР посла США в Ираке Джона Негропонте. Ранее было сообщено, что первый выбор президента Буша пал на директора Университета Техаса A&M Роберта Гейтса, бывшего Директора Центральной разведки, однако Гейтс отклонил предложение. 21 апреля 2005 года Джон Негропонте был утвержден на должность на заседании Сената 98 голосами против 2 и в тот же день был приведен к присяге президентом Бушем.
13 февраля 2007 года Джон Негропонте был приведен к присяге в качестве заместителя госсекретаря, а Директором Национальной разведки стал Джон Майкл Макконнел.
Журналист Деслан МакКуллах 24 августа 2007 года написал на News.com, что официальный сайт ДНР — dni.gov — по всей видимости, был настроен на отказ всем поисковым системам индексировать страницы сайта. Это, фактически, сделало сайт невидимым для всех поисковых систем и, в свою очередь, любых запросов. Однако, Росс Фейнштейн, представитель пресс-службы ДНР, заявил, что это поведение сайта было исправлено в понедельник, 3 сентября:
Мы даже не уверены, как он (файл robots.txt) оказался там.
Однако, 4 сентября сайт снова был скрыт от поисковиков. Позже, 7 сентября, МакКуллах сделал запись в своем блоге, что сайт ДНР должен быть снова открытым для поисковых машин.
В сентябре 2007 года Управление директора Национальной разведки выпустило 100-дневный и 500-дневный планы, разработанные, чтобы увеличить сотрудничество разведывательных служб и ведомств и реформировать Разведывательное сообщество США.

## Аппарат директора Национальной разведки
Аппарат директора Национальной разведки (англ.  Office of the Director of National Intelligence, ODNI) также был создан согласно «Закону о реформировании разведки и предотвращении терроризма» от 2004 года. Он выступает в роли независимых агентств для оказания помощи ДНР. Бюджет Аппарата — и Разведывательного ведомства в целом — засекречен. Число сотрудников — около 1500. Главная организация — Национальный антитеррористический центр.
23 марта 2007 года ДНР Д.Мак-Коннел объявил, что вносит изменения в организационную структуру Аппарата, которые включают в себя:
- выделение средств для организации новой должности;
- создание заместителя ДНР по вопросам политики, планов и потребностей (вместо должности заместителя ДНР по потребностям);
- создание Исполнительного комитета;
- назначение начальника штаба (директора штаба разведки).

### Начальник штаба разведки США
Начальник штаба разведки (англ. Director of the Intelligence Staff, DIS) несет ответственность за синхронизацию и интеграцию усилий всего Управления, всех сотрудников и служб. Отделы, которые находятся под его руководством:
- Секретарь, канцелярия;
- Начальник правового отдела;
- Начальник службы по связям с общественностью;
- Начальник административного отдела;
- Начальник отдела протокола;

### Заместитель директора по информации
Заместитель директора Национальной разведки по сбору данных (англ. Deputy Director of National Intelligence for Collection) осуществляет координацию сбора разведданных от всего Разведывательного сообщества под управление ДНР и контролирует, чтобы приоритеты «Национальной разведывательной стратегии» были соответствующим образом отражены в будущих системах планирования и принятия решений.
Обеспечивает единое понимание текущих и будущих систем сбора данных, организует взаимодействие заинтересованных сторон для наилучшего уровня понимания актуальных вопросов.
У заместителя директора Национальной разведки по сбору данных имеются четыре помощника:
- Помощник по сбору данных с использованием информационных технологий (Cyberspace Management).
- Помощник по агентурной разведке.
- Помощник по сбору данных из открытых источников.
- Помощник по техническим средствам.

### Заместитель директора по аналитической службе
Заместитель директора по аналитической службе (англ. Deputy Director of National Intelligence for Analysis) — главный специалист в сфере аналитических мероприятий. Также является председателем Национального совета по разведке (НСР). У него шесть помощников:
- зам. председателя НСР.
- Помощник по подготовке брифинга Президента.
- Помощник по административным вопросам
- Помощник по интеграции и стандартам (также является аналитическим омбудсменом[12]).
- Помощник (директор) по информационным технологиям[13]).
- Помощник по делам разведсообщества[14].

## Директор Национальной разведки
Ниже представлен список директоров Национальной разведки в хронологическом порядке
| Директор                                                      | Начало полномочий    | Окончание полномочий | Президент США |
| ------------------------------------------------------------- | -------------------- | -------------------- | ------------- |
| Ранее обязанности выполнялись Директором Центральной разведки |                      |                      |               |
| Джон Д. Негропонте                                            | 21 апреля 2005 года  | 13 февраля 2007 года | Джордж Буш    |
| Джон М. Мак-Коннел                                            | 20 февраля 2007 года | 27 января 2009 года  | Джордж Буш    |
| Деннис Блэр C.                                                | 29 января 2009 года  | 28 мая 2010 года     | Барак Обама   |
| Джеймс Клеппер                                                | 9 августа 2010 года  | 20 января 2017 года  | Барак Обама   |
| Дэн Коутс                                                     | 16 марта 2017 года   | 15 августа 2019 года | Дональд Трамп |
| Джон Ли Рэтклифф                                              | 26 мая 2020 года     | 20 января 2021 года  | Дональд Трамп |
| Эврил Хэйнс                                                   | 21 января 2021 года  | 20 января 2025 года  | Джо Байден    |
| Талси Габбард                                                 | 12 февраля 2025 года |                      | Дональд Трамп |

## Подчинённые

### Список главных заместителей директора
| Директор                 | Начало полномочий   | Окончание полномочий |
| ------------------------ | ------------------- | -------------------- |
| Майкл В. Хайден          | 21 апреля 2005 года | 26 мая 2006 года     |
| и. о. Роналд Л. Берджесс | июнь 2006           | октябрь 2007         |
| Дональд М. Кэрр          | 4 октября 2007      | 20 января 2009       |
| и. о. Роналд Л. Берджесс | январь 2009         | февраль 2009         |
| Дэвид С. Гомперт         | 10 ноября 2009      | 11 февраля 2011      |
| Стефани О’Салливен       | 18 февраля 2011     | в должности          |

### Список директоров штаба разведки
| Директор           | Начало полномочий | Окончание полномочий |
| ------------------ | ----------------- | -------------------- |
| Роналд Л. Берджесс | май 2007          | февраль 2009         |
| Джон Ф. Киммонс    | февраль 2009      | октябрь 2010         |
| Марк Ивинг         | ноябрь 2011       | в должности          |

### Список заместителей директора
| Директор    | Департамент                   | Начало полномочий | Окончание полномочий |
| ----------- | ----------------------------- | ----------------- | -------------------- |
| Петр Лава   | Анализа                       | декабрь 2008      | в должности          |
| Вакантно    | Сбора информации              | январь 2008       | в должности          |
| Дэвид Шедд  | Политики, планов и требований | май 2007          | в должности          |
| Дон Мейерес | Приобретения и технологии     | сентябрь 2009     | в должности          |